# 文明開化
文明開化（ぶんめいかいか）とは、明治時代の日本に西洋の文明が入ってきて、制度や習慣が大きく変化した現象のことを指す。
近代化＝西洋化そのものは明治時代に於いて一貫した課題であったが、文明開化という言葉は、一般に明治初期に、世相風俗がこれまでの封建社会から大きく変わった時期を指して使われる。その社会が変化していく時代を強調し「開化期間（かいかきかん）」、「御一新（ごいっしん）」とも呼ばれる。文明開化は日本の発展につながった。

## 概要

3代歌川広重「東京名所之内 銀座通煉瓦造 鉄道馬車往復図」（1882年）

「文明開化」という言葉は福沢諭吉が『文明論之概略』明治8年（1875年）の中で、civilizationの訳語として使ったのが始まりである。この中では単純に西洋の文化・風俗を模倣したものから、或いはそれら文化や風俗を手本としながら日本の既存文化との融合を図ったもの、さらには既存文化を西洋風にアレンジしたものなど多岐に渡り、過渡期的には熱病の如き流行となって様々な社会階層に受け入れられていった。
この時代を象徴する言葉として有名なものに「散切り頭を叩いてみれば、文明開化の音がする」という言葉があり、散切物と呼ばれる歌舞伎芸能の新形態発生などといった現象がみられ、仮名垣魯文の『安愚楽鍋』にある「牛鍋食わぬは開化不進奴」（現代風に意訳すれば「牛鍋を食わないとは、とんでもない時代遅れな奴だ」）といった食文化の変化などが、大衆の生活にも取り入れられていった様子が窺える（後述）。
明治新政府が推進した殖産興業や富国強兵・脱亜入欧などの一連の政策の推進や西洋建築（→西洋館・擬洋風建築）、散髪、洋装、洋食などの奨励がみられる。ただ、こういった西洋化は都市部や一部の知識人に限られた西洋文明の摂取でもあったとも指摘されており、地方町村部では場所により昭和に入る頃まで明かりといえば菜種油で行灯を灯し、郵便や電信など西洋化の恩恵は中々届かず、また長らく江戸後期の伝統や風習が続くなど、生活の変化は遥かに緩やかなものであった。
開国以来、日本を訪れた外国人によって日本の習俗は好奇な視点で報じられていた。西欧化を目指す明治新政府は新しい日本を誤解されないために、日本土着の習俗や信仰を「悪弊」「旧習」と呼び、民衆の「迷蒙」を啓くための政策を取った。新政府の方針に従い自治体主導で従来の生活文化や民俗風習の排除が行われ、文明開化政策の影響で縮小や途絶した民俗風習も多い。例えば、明治5年の太陽暦の導入によって、七夕や初盆など太陰太陽暦・農事暦によって定められていた「遊び日」は改良された。また、廃仏毀釈とともに、明治6年の教部省の通達によって山伏などの加持祈祷やシャーマニズムは公には認められなくなった。さらに、和人文化だけに止まらず、刺青やイオマンテ（熊送り）などが禁止されアイヌ文化や琉球の文化にも影響を与えた。明治5年に東京府が布達した違式詿違条例では、屋外で裸体になることや、理由の無い女性の断髪は軽罪とされるなど、風俗を一様にするための事細かい規定が設けられ、開化政策の影響は生活の隅々に及んだ。
なお、急速な西洋化の一端には、西洋列強国が当時盛んに植民地経営で、莫大な富をアジア諸国から吸い上げていたことに対する危機感も見出される。この中では、上に挙げた富国強兵の一環で西洋軍事技術の導入も盛んに行われ、軍隊では兵隊の腕力や体力を強化する目的で、提供される食事（軍隊食）までもが西洋化された。ただ、当時発足したばかりの日本軍は地方農村部などの次男・三男を集めた集団であり、米飯や日本食で育った彼らの中には、あまりに異質な西洋の料理に対して拒否感を示す者も見られた。このため海軍などでは米飯とカレーを組み合わせる・肉じゃがのように醤油味の折衷料理を開発するなど工夫を凝らした。カレーライスは後に横須賀海軍カレーとして、また肉じゃがのような料理も軍港周辺部へと広がっていき、時代を下って昭和時代にもなると、一般的な家庭の味として広く受け入れられている。

## 文明開化に関する事象
制度の近代化
- 徴兵制度（血税）

交通・通信
- 鉄道 - 明治5年（1872年）、新橋（1986年廃止）〜横浜間が開通し、蒸気機関車が運行開始。 蒸気船に対し、陸蒸気と呼ばれる。
- 鉄道馬車 - 明治15年（1882年）、日本初となる東京馬車鉄道が開通。後に電車化され、現在の東京都電車の前身となる。
- 人力車
- 蒸気船
- 電信
- 郵便制度 - 1871年に東京〜大阪間を結ぶものとして開始され、翌1872年には全国的に開始される。

建築・都市
- 洋風建築 - 築地ホテル館、銀座煉瓦街
- レンガ建築
- ガス灯
- 擬洋風建築

官営工場
- 富岡製糸場（1872年操業開始）等。他の官営工場については官営模範工場の項目を参照のこと。

人名
- 明治8年（1875年）に平民苗字必称義務令公布。その後、1898年（明治31年）に旧民法の夫婦同姓や今日の選択的夫婦別姓問題に繋がってゆく。

服飾文化
- 明治4年（1871年）に断髪令が出された。 - 「半髪頭（）を叩いてみれば因循姑息（）の音がする。総髪頭（）を叩いてみれば王政復古の音がする。散切頭（）を叩いてみれば文明開化の音がする。」
- 廃刀令
- 軍隊の制服
- 洋服
- こうもり傘

食文化
- 肉食（すき焼き、牛肉、牛鍋）- 仮名垣魯文の『安愚楽鍋』
- 牛乳の飲用（→牛乳瓶） - 福澤諭吉の『肉食』
- あんぱんの製造開始（和魂洋才）

教育
- 学制の施行 - ランドセル
- 留学生の派遣 - 津田梅子

ジャーナリズム・出版
- 新聞
- 『明六雑誌』
- 啓蒙書 - 『西洋事情』『學問ノスヽメ』
- 翻訳書 - 『西国立志編』明治4年（1871年）

舞台芸術
- 演劇改良運動
- 新劇

暦
- グレゴリオ暦（太陽暦） - 明治6年（1873年）1月1日から採用実施。天保暦（太陰太陽暦）は明治5年（1872年）12月2日まで使用、以後は旧暦となる。

お雇い外国人
- モース - 大森貝塚を発見。
- クラーク - 札幌農学校の教頭。“boys be ambitious”（少年よ　大志を抱け）